# Comuna Drăgănești, Galați
Drăgănești este o comună în județul Galați, Moldova, România, formată din satele Drăgănești (reședința) și Malu Alb. Se află în Câmpia Tecuciului[*]; lângă Bârlad; și la o altitudine de 32 m deasupra nivelului mării. Are o suprafață de 62 km². Populația este de 4.802 locuitori, determinată în 1 decembrie 2021, prin recensământ, chestionar.

## Așezare
Comuna se află în vestul județului, pe malurile Bârladului. Este străbătută de șoseaua națională DN25, care leagă Galațiul de Tecuci. Prin comună trece și calea ferată Galați–Tecuci, pe care este deservită de stația Malu Alb.

## Istorie
Comuna s-a format în 1931, prin separarea satelor Drăgănești și Malu Alb de comuna Barcea din județul Tecuci. În 1950, ea a fost transferată raionului Tecuci din regiunea Putna, apoi (din 1952) din regiunea Bârlad și (după 1956) din regiunea Galați. În 1968, a devenit comună suburbană a municipiului Tecuci din județul Galați. În 1989, s-a renunțat la conceptul de comună suburbană, iar comuna Drăgănești a fost subordonată direct județului Galați.

## Demografie
Componența etnică a comunei Drăgănești
     Români (80,53%)
     Romi (7,02%)
     Alte etnii (12,45%)
Componența confesională a comunei Drăgănești
     Ortodocși (87,01%)
     Alte religii (0,4%)
     Necunoscută (12,6%)
Conform recensământului efectuat în 2021, populația comunei Drăgănești se ridică la 4.802 locuitori, în scădere față de recensământul anterior din 2011, când fuseseră înregistrați 4.852 de locuitori. Majoritatea locuitorilor sunt români (80,53%), cu o minoritate de romi (7,02%). Din punct de vedere confesional, majoritatea locuitorilor sunt ortodocși (87,01%), iar pentru 12,6% nu se cunoaște apartenența confesională.

## Politică și administrație
Comuna Drăgănești este administrată de un primar și un consiliu local compus din 15 consilieri. Primarul, Liviu Condrache[*], de la Partidul Național Liberal, este în funcție din 2012. Începând cu alegerile locale din 2024, consiliul local are următoarea componență pe partide politice:
|  | Partid                          | Consilieri | Componența Consiliului | Componența Consiliului | Componența Consiliului | Componența Consiliului | Componența Consiliului | Componența Consiliului | Componența Consiliului | Componența Consiliului |
|  | ------------------------------- | ---------- | ---------------------- | ---------------------- | ---------------------- | ---------------------- | ---------------------- | ---------------------- | ---------------------- | ---------------------- |
|  | Partidul Național Liberal       | 8          |                        |                        |                        |                        |                        |                        |                        |                        |
|  | Partidul Social Democrat        | 6          |                        |                        |                        |                        |                        |                        |                        |                        |
|  | Alianța pentru Unirea Românilor | 1          |                        |                        |                        |                        |                        |                        |                        |                        |